# Tiszagyulaháza
Tiszagyulaháza é um município da Hungria, situado no condado de Hajdú-Bihar. Tem 20,78 km² de área e sua população em 2015 foi estimada em 724 habitantes.